# NGC 6387
NGC 6387 é uma galáxia localizada na direcção da constelação de Draco. Possui uma declinação de +57° 32' 45" e uma ascensão recta de 17 horas, 28 minutos e 23,9 segundos.
A galáxia NGC 6387 foi descoberta em 22 de Julho de 1886, por Lewis A. Swift.